# Leonie Vliek
Leonie Vliek (Zwolle, 3 november 2000) is een Nederlands voetbalster die sinds de zomer van 2023 uitkomt voor FC Twente in de Vrouwen Eredivisie.

## Clubcarrière
In de zomer van 2016 maakte ze de overstap van Be Quick '28 naar PEC Zwolle. Na een aantal oefenwedstrijden te hebben meegespeeld mocht ze op 12 mei 2018 voor het eerst op de bank plaatsnemen bij een wedstrijd van de hoofdmacht van de Zwollenaren. In de 78e minuut kwam ze in het veld voor Esmee de Graaf. In de zomer van 2020 maakte ze bekend dat ze stopte met professioneel voetbal en ze zich ging richten op haar maatschappelijke carrière. In de winterstop van het seizoen 2021/22 keerde ze terug bij haar oude club. 
Op 25 april 2023 werd bekend dat Vliek per ingang van het seizoen 2023/24 de overstap maakt naar FC Twente. In een Champions League 2023/24 kwalificatieduel maakte ze haar debuut voor de Enschedese club. In diezelfde kwalificatiereeks in een uitwedstrijd tegen BK Häcken maakte Vliek haar eerste treffer in dienst van FC Twente. Ook in de returnwedstrijd tegen BK Häcken kwam ze tot scoren, maar door een 1-2 nederlaag wisten Vliek en haar ploeggenoten zich niet te plaatsen voor de groepsfase van de Champions League. Op de laatste speeldag van het seizoen 2023/24 tegen Telstar werd Vliek met FC Twente landskampioen. In het seizoen 2024/25 wist ze zich met haar ploeg wel te plaatsen voor de groepsfase van de Champions League 2024/25. Op 26 maart 2025 verlengde Vliek haar contract bij FC Twente met twee jaar, waardoor ze nog tot medio 2027 vastligt in Enschede.

### Carrièrestatistieken
| Seizoen                     | Club            | Land            | Competitie      | Competitie | Competitie | Beker | Beker | Internationaal | Internationaal | Overig | Overig | Totaal | Totaal |
| Seizoen                     | Club            | Land            | Competitie      | Wed.       | Dlp.       | Wed.  | Dlp.  | Wed.           | Dlp.           | Wed.   | Dlp.   | Wed.   | Dlp.   |
| --------------------------- | --------------- | --------------- | --------------- | ---------- | ---------- | ----- | ----- | -------------- | -------------- | ------ | ------ | ------ | ------ |
| 2017/18                     | PEC Zwolle      | Nederland       | Eredivisie      | 3          | 0          | 0     | 0     | –              | –              | –      | –      | 3      | 0      |
| 2018/19                     | PEC Zwolle      | Nederland       | Eredivisie      | 20         | 0          | 2     | 0     | –              | –              | –      | –      | 22     | 0      |
| 2019/20                     | PEC Zwolle      | Nederland       | Eredivisie      | 12         | 1          | 1     | 0     | –              | –              | 4      | 0      | 17     | 1      |
| 2021/22                     | PEC Zwolle      | Nederland       | Eredivisie      | 7          | 1          | 2     | 1     | –              | –              | 0      | 0      | 9      | 2      |
| 2022/23                     | PEC Zwolle      | Nederland       | Eredivisie      | 20         | 3          | 1     | 0     | –              | –              | –      | –      | 21     | 3      |
| 2023/24                     | FC Twente       | Nederland       | Eredivisie      | 19         | 3          | 2     | 0     | 4              | 3              | 3      | 0      | 28     | 6      |
| 2024/25                     | FC Twente       | 20              | 6               | 4          | 0          | 9     | 0     | 9              | 0              | 35     | 4      |        |        |
| Carrière totaal             | Carrière totaal | Carrière totaal | Carrière totaal | 101        | 14         | 7     | 1     | 4              | 0              | 13     | 3      | 137    | 18     |
| Bijgewerkt tot 14 juli 2025 |                 |                 |                 |            |            |       |       |                |                |        |        |        |        |

## Interlandcarrière

### Nederland onder 17
Op 23 oktober 2016 debuteerde Vliek voor het Nederland –17 in een vriendschappelijke wedstrijd tegen Moldavië –17 (13 – 0 winst).
| Interlands van Leonie Vliek | Interlands van Leonie Vliek | Interlands van Leonie Vliek | Interlands van Leonie Vliek | Interlands van Leonie Vliek | Interlands van Leonie Vliek |
| №                           | Datum                       | Wedstrijd                   | Uitslag                     | Soort Wedstrijd             | Doelpunten                  |
| Als speler bij PEC Zwolle   | Als speler bij PEC Zwolle   | Als speler bij PEC Zwolle   | Als speler bij PEC Zwolle   | Als speler bij PEC Zwolle   | Als speler bij PEC Zwolle   |
| --------------------------- | --------------------------- | --------------------------- | --------------------------- | --------------------------- | --------------------------- |
| 1.                          | 23 oktober 2016             | Nederland – Moldavië        | 13 – 0                      | Vriendschappelijk           | 0                           |

### Nederland onder 16
Op 11 februari 2016 debuteerde Vliek voor het Nederland –16 in een vriendschappelijke wedstrijd tegen Duitsland –16 (1 – 1).
| Interlands van Leonie Vliek | Interlands van Leonie Vliek | Interlands van Leonie Vliek | Interlands van Leonie Vliek | Interlands van Leonie Vliek | Interlands van Leonie Vliek |
| №                           | Datum                       | Wedstrijd                   | Uitslag                     | Soort Wedstrijd             | Doelpunten                  |
| Als speler bij Be Quick '28 | Als speler bij Be Quick '28 | Als speler bij Be Quick '28 | Als speler bij Be Quick '28 | Als speler bij Be Quick '28 | Als speler bij Be Quick '28 |
| --------------------------- | --------------------------- | --------------------------- | --------------------------- | --------------------------- | --------------------------- |
| 1.                          | 11 februari 2016            | Nederland – Duitsland       | 1 – 1                       | Vriendschappelijk           | 0                           |
| 2.                          | 13 februari 2016            | Frankrijk – Nederland       | 2 – 1                       | Vriendschappelijk           | 0                           |
| 3.                          | 15 februari 2016            | Nederland – Schotland       | 3 – 1                       | Vriendschappelijk           | 0                           |
| 4.                          | 3 mei 2016                  | Portugal – Nederland        | 1 – 2                       | Vriendschappelijk           | 0                           |
| 5.                          | 5 mei 2016                  | Portugal – Nederland        | 2 – 4                       | Vriendschappelijk           | 0                           |
| Als speler bij PEC Zwolle   |                             |                             |                             |                             |                             |
| 6.                          | 1 juli 2016                 | Nederland – Finland         | 6 – 0                       | Vriendschappelijk           | 0                           |
| 7.                          | 5 juli 2016                 | Zweden – Nederland          | 0 – 2                       | Vriendschappelijk           | 0                           |

## Trivia
- Haar tweelingzus Francis Vliek speelde ook bij PEC Zwolle.